# Банакова Марія Павлівна
Марія Павлівна Банакова (на момент нагородження — Кочнєва) (3 березня 1926 — 5 жовтня 2008) — передовик радянського сільського господарства, доярка колгоспу «П'ятирічка» Костромського району Костромської області, Герой Соціалістичної Праці (1950).

## Біографія
Народилася в 1926 році в селі Шемякіно (нині — Костромського району Костромської області) в селянській родині.
Завершила навчання в школі після 3-х класів. З початком війни прийшла працювати в колгосп «П'ятирічка» Сухоноговської сільради Костромської області, на ферму.
У 1945 році їй довірили групу нетелів, молодих корів. За результатом роботи з цим молодим стадом, Марія Павлівна представлена до Ордена Трудового Червоного Прапора.
Надої цієї групи продовжували зростати. У 1949 році від восьми корів отримано 5583 кг молока в середньому від голови в рік. Вміст жиру становив 217 кг від кожної корови в середньому.
Указом Президії Верховної Ради СРСР від 16 серпня 1950 року за отримання високих результатів у сільському господарстві і рекордні показники у тваринництві Марії Павлівні Кочнєвій (Банаковій) присвоєно звання Героя Соціалістичної Праці з врученням ордена Леніна і медалі «Серп і Молот».
Продовжувала й надалі працювати в сільському господарстві.
Померла 5 жовтня 2008 року. Похована на сільському цвинтарі в селі Петрилово.

## Нагороди
- золота зірка «Серп і Молот» (16.08.1950)
- два ордени Леніна (04.07.1949, 16.08.1950)
- Орден Трудового Червоного Прапора (23.07.1948)
- інші медалі.